# Pinanga coronata
Pinanga coronata es una especie de palmera endémica de la Indonesia.

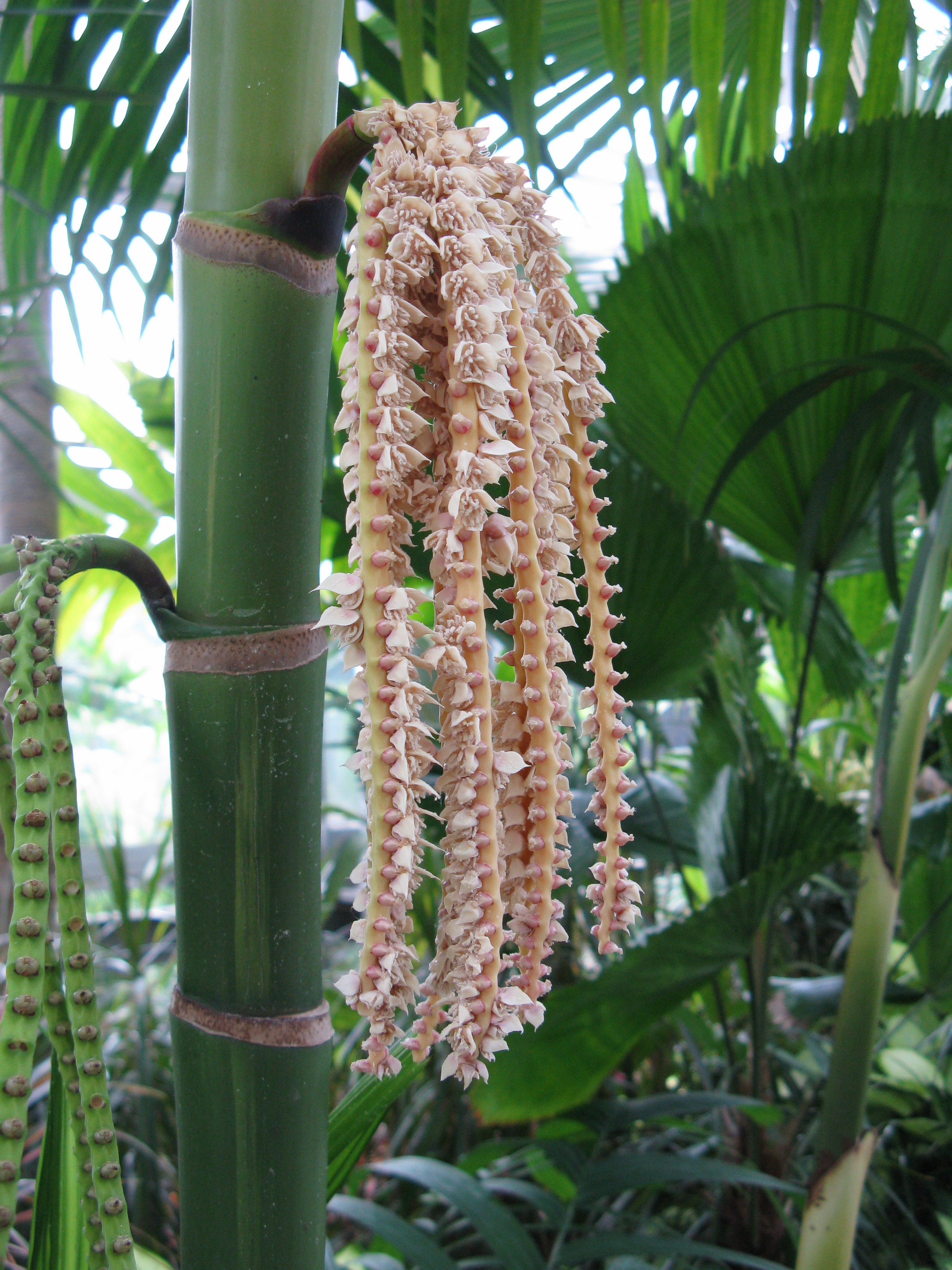
Detalle de tallo e inflorescencia

## Descripción
Pinanga coronata, alcanza un tamaño de hasta 15 metros de altura. El tronco con múltiples clústeres, es delgado y de color verde, con anillos y un capitel. Es originaria de Indonesia, pero ahora es también abundante en Surinam. La hoja en forma de pluma, las plantas jóvenes pueden tener hojas moteadas. La inflorescencia por debajo de la hoja inferior del tallo. La fruta es de color rojo brillante, de forma ovalada, volviéndose negra cuando madura.

## Taxonomía
Pinanga coronata fue descrita por (Blume ex Mart.) Blume  y publicado en Rumphia 2: 83–85, t. 112–113, en el año 1836[1839]. (Oct 1839)
Etimología
Pinanga: nombre genérico que es la latinización del nombre vernáculo malayo, pinang aplicado a la palma de betel, Areca catechu y especies de Areca, Pinanga y Nenga en la naturaleza.
coronata: epíteto latino que significa "coronada".
Sinonimia
| - Areca coronata Blume ex Mart. - Areca costata (Blume) Kurz - Areca oriziformis var. gracilis Giseke - Pinanga coronata var. teijsmannii Scheff. - Pinanga costata Blume - Pinanga kuhlii Blume - Pinanga kuhlii var. alba Scheff. - Pinanga kuhlii var. sumatrana Scheff. - Pinanga noxa Blume - Pinanga sumatrana (Scheff.) H.Wendl. - Ptychosperma album Scheff. - Ptychosperma coronatum (Blume ex Mart.) Miq. - Ptychosperma costatum (Blume) Miq. - Ptychosperma kuhlii (Blume) Miq. - Ptychosperma noxa (Blume) Miq. - Seaforthia coronata (Blume ex Mart.) Mart. - Seaforthia costata (Blume) Mart. - Seaforthia kuhlii (Blume) Mart. - Seaforthia montana Blume ex Mart. - Seaforthia reinwardtiana Mart. |